# Thomas Jackson
Thomas Jonathan "Stonewall" Jackson (Clarksburg (West Virginia), 21 januari 1824 – Guinea (Virginia), 10 mei 1863) was een Zuidelijke generaal tijdens de Amerikaanse Burgeroorlog en een van de bekendste na Robert E. Lee. Zijn veldtocht in de Shenandoahvallei in 1862 en zijn leiderschap van het Second Corps van het Army of Northern Virginia brachten hem grote bekendheid. Op 2 mei 1863 werd hij per ongeluk beschoten door eigen wachtposten nabij Chancellorsville. Hij overleefde de schotwonden nadat ze zijn arm hadden geamputeerd. Hij overleed echter acht dagen later ten gevolge van complicaties van een longontsteking. Zijn dood was een ernstige slag voor het Zuiden. Het had zijn weerslag op het moreel van het leger en de publieke opinie.
Militaire historici beschouwen Jackson als een van de meest getalenteerde tactische bevelhebbers van de Amerikaanse geschiedenis. Zijn veldtocht in de Shenandoahvallei en de omsingeling van de vijandelijke rechtervleugel bij Chancellorsville worden tot op de dag van vandaag nog altijd bestudeerd en getuigen van innovatie en gedurfd leiderschap. In de Eerste Slag bij Bull Run kreeg hij zijn bijnaam "Stonewall". Ook tijdens de Tweede Slag bij Bull Run en de Slag bij Fredericksburg heeft hij een doorslaggevende rol gespeeld. Jackson had ook mindere tijden zoals de Zevendagenslag in 1862 aantoont.

## Vroege jaren

### Voorouders
Thomas Jonathan Jackson was de achterkleinzoon van John Jackson (1715 of 1719-1801) en Elizabeth Cummins (1723-1828). John Jackson was een protestant (Ulster-Schots) van Coleraine, County Londonderry, Ierland. Toen hij in Londen woonde, werd hij veroordeeld wegens diefstal van £170. Hij kreeg zeven jaar indenture in Amerika. Elizabeth, een sterke, blonde vrouw die 1,80 m groot was, werd geboren in Londen, Engeland. Ook zij werd veroordeeld wegens diefstal van negentien stukken zilver, juwelen en zijde. Beiden werden met het gevangenenschip de Litchfield in mei 1749 naar Amerika verscheept. Ze leerden elkaar kennen tijdens de reis en raakten verliefd op elkaar tegen de tijd dat het schip in Annapolis, Maryland arriveerde. Hoewel ze naar verschillende locaties overgebracht werden om hun schulden af te lossen, trouwde het koppel in juli 1755.
Het gezin verhuisde in 1758 in westelijke richting over de Blue Ridge Mountains naar Moorefield (huidige West-Virginia). In 1770 verhuisden ze naar de Tygartvallei. Ze verwierven grote stukken landbouwgrond in de omgeving van Buckhannon waaronder 12 km² (3.000 acres) op naam van Elizabeth. John en zijn twee tienerzonen vochten op 7 oktober 1780 in de Slag bij Kings Mountain tijdens de Amerikaanse Onafhankelijkheidsoorlog. Toen de oorlog eindigde was John kapitein. Na 1787 diende hij als luitenant bij de Virginia Militia. Ondertussen veranderde Elizabeth het huis in een toevluchtsoord voor vluchtelingen van indianenraids.
John en Elizabeth hadden acht kinderen. Hun tweede zoon was Edward Jackson (1 maart 1759 – 25 december 1828). Edwards derde zoon was Jonathan Jackson, de vader van Thomas.

### Kindertijd
Thomas Jackson was het derde kind van Julia Neale Beckwith Jackson (1798 – 1831) en Jonathan Jackson (1790 – 1826) die advocaat was. Beide ouders waren geboren en getogen in Virginia en hadden reeds twee jonge kinderen. Ze woonden in Clarksburg, West Virginia toen Thomas geboren werd.
Thomas’ zuster Elizabeth (6 jaar) overleed aan buiktyfus op 6 maart 1826. Zijn vader overleed 3 weken later op 26 maart aan dezelfde ziekte. Thomas’ moeder beviel van zijn zusje Laura Ann de dag na het overlijden van haar man. Julia Jackson was weduwe op haar 28ste en had drie jonge kinderen om voor te zorgen. Om schulden af te betalen, verkocht ze haar bezittingen. Ze wou geen liefdadigheid van de familie en ging in een klein huurhuisje wonen. Julia naaide en gaf les om haar en haar gezin te onderhouden.
In 1830 hertrouwde Julia met Blake Woodson, eveneens een advocaat die niet echt ingenomen was met zijn stiefkinderen. Er waren voortdurend financiële problemen. In 1831 overleed Julia na complicaties van de geboorte van Thomas’ halfbroertje. Ze werd bijgezet in een anoniem graf.

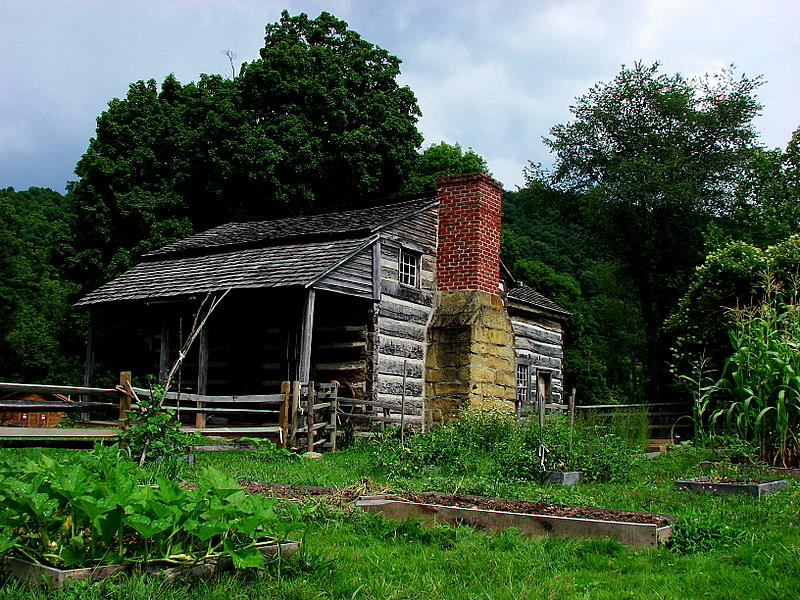
Jacksons molen

### Werken en leren in Jacksons Molen
Toen de gezondheid van hun moeder slechter werd, verhuisden Thomas en zijn zusje Laura Ann naar hun oom, Cummins Jackson die een korenmolen bezat in Jackson’s Mill in Lewis County, West Virginia. Hun oudere broer Warren verhuisde naar familie aan moederszijde. Hij overleed op 20-jarige leeftijd aan de gevolgen van tuberculose in 1841. Thomas en Laura Ann zaten aan het sterfbed van hun moeder. Ze verbleven vier jaar samen in de molen. Daarna werd Laura Ann naar familie van hun moeder gestuurd en verhuisde Thomas naar zijn tante Polly (de zuster van zijn vader). Haar man, Isaac Brake, bezat een boerderij op ongeveer 6 km van Clarksburg. Na een hoogoplopende ruzie liep Thomas weg en wandelde 27 km terug naar de molen van zijn oom. Hij zou daar de komende zeven jaar blijven. Cummins Jackson was streng voor Thomas, die opkeek naar zijn oom als een leraar. Thomas hielp met de dagelijkse taken op de boerderij en de molen. Hij leerde ook lezen en schrijven.

## Vroege militaire loopbaan

### West Point
In 1842 werd Jackson toegelaten tot de United States Military Academy in West Point, New York. Door zijn gebrekkige schoolopleiding was hij niet zonder moeite door het ingangsexamen geraakt. Door een ijzeren vastberadenheid, doorzettingsvermogen en hard werken, klom Jackson doorheen de academische rangen. Hij studeerde af als 17de van de 59 studenten in de klas van 1846.

### U.S. Army en de Mexicaanse Oorlog

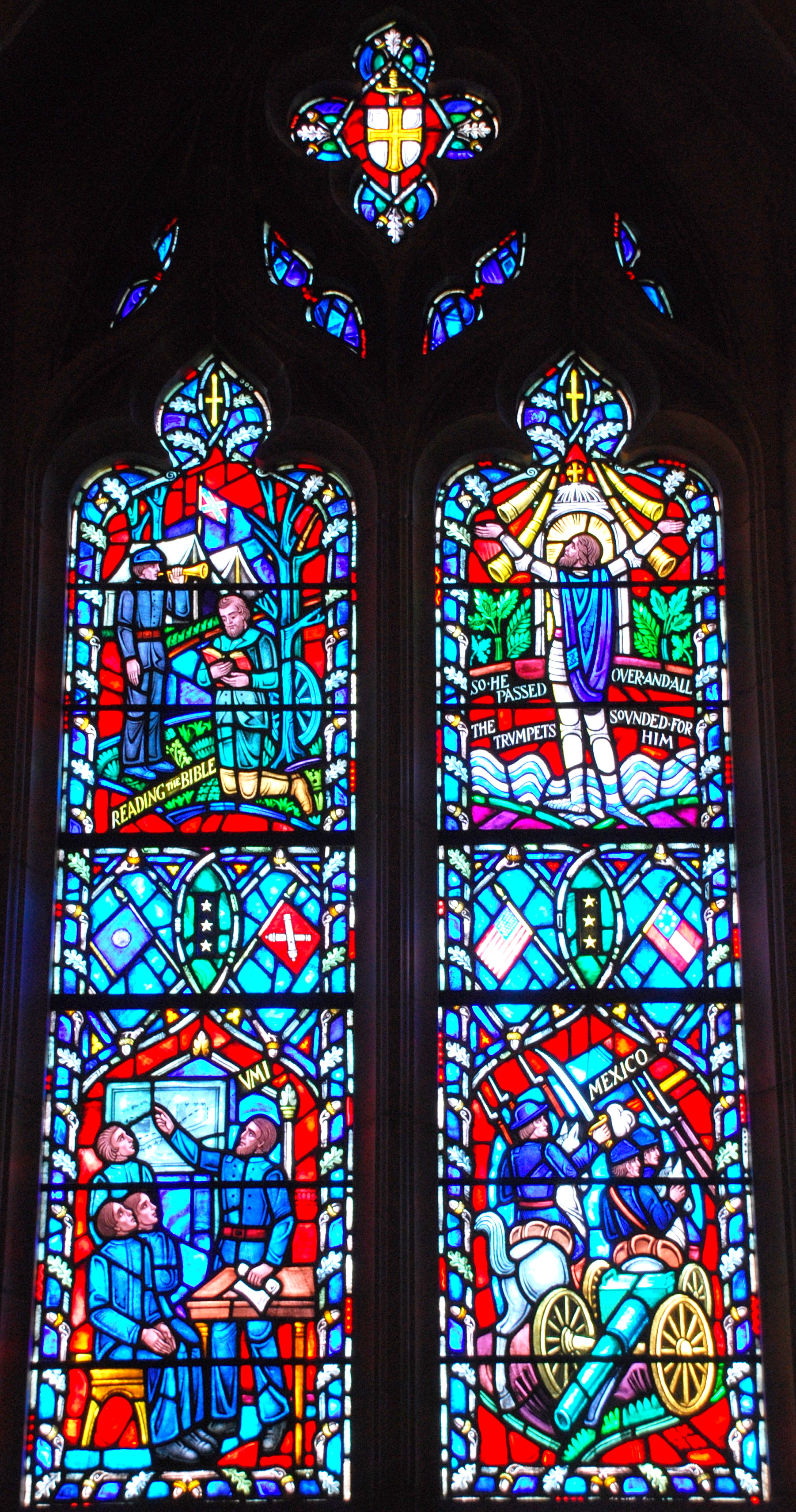
Gebrandschilderd glas met Jacksons leven in de Nationale kathedraal van Washington National Cathedral met zijn dienst in de Mexicaans-Amerikaanseoorlog

Jackson begon zijn loopbaan bij het United States Army als tweede luitenant bij de
1st U.S. Artillery Regiment en werd naar de Mexicaans-Amerikaanse Oorlog gestuurd tussen 1846 en 1848.
Hij vocht mee in het Beleg van Veracruz en in Contreras, Chapultepec en Mexico City. Hij zou twee promoties ontvangen als gebrevetteerd officier om uiteindelijk als eerste luitenant de oorlog af te sluiten. In Mexico ontmoette hij voor het eerst Robert E. Lee.
Na de oorlog werd Jackson voor een korte tijd in de forten rond New York gestationeerd. Daarna werd hij kort in Fort Casey in Florida gestationeerd en kreeg vervolgens een post als tweede bevelhebber van Fort Meade op 45 km ten zuiden van Tampa, Florida. Zijn bevelhebber was majoor William H. French. Ze waren het vaak oneens en legden klachten neer tegenover elkaar. Na nog geen jaar was Jackson alweer weg.

## Lexington en de Virginia Military Institute
In de lente van 1851 aanvaardde Jackson een aanstelling tot leraar aan het Virginia Military Institute (VMI), in Lexington, Virginia. Hij werd hoogleraar in de natuurlijke en experimentele filosofie en artillerie-instructeur.
Jackson was niet altijd populair als leerkracht. Zijn strenge en diepreligieuze natuur werden niet geapprecieerd. Hij kreeg al snel de bijnaam "Tom Fool".

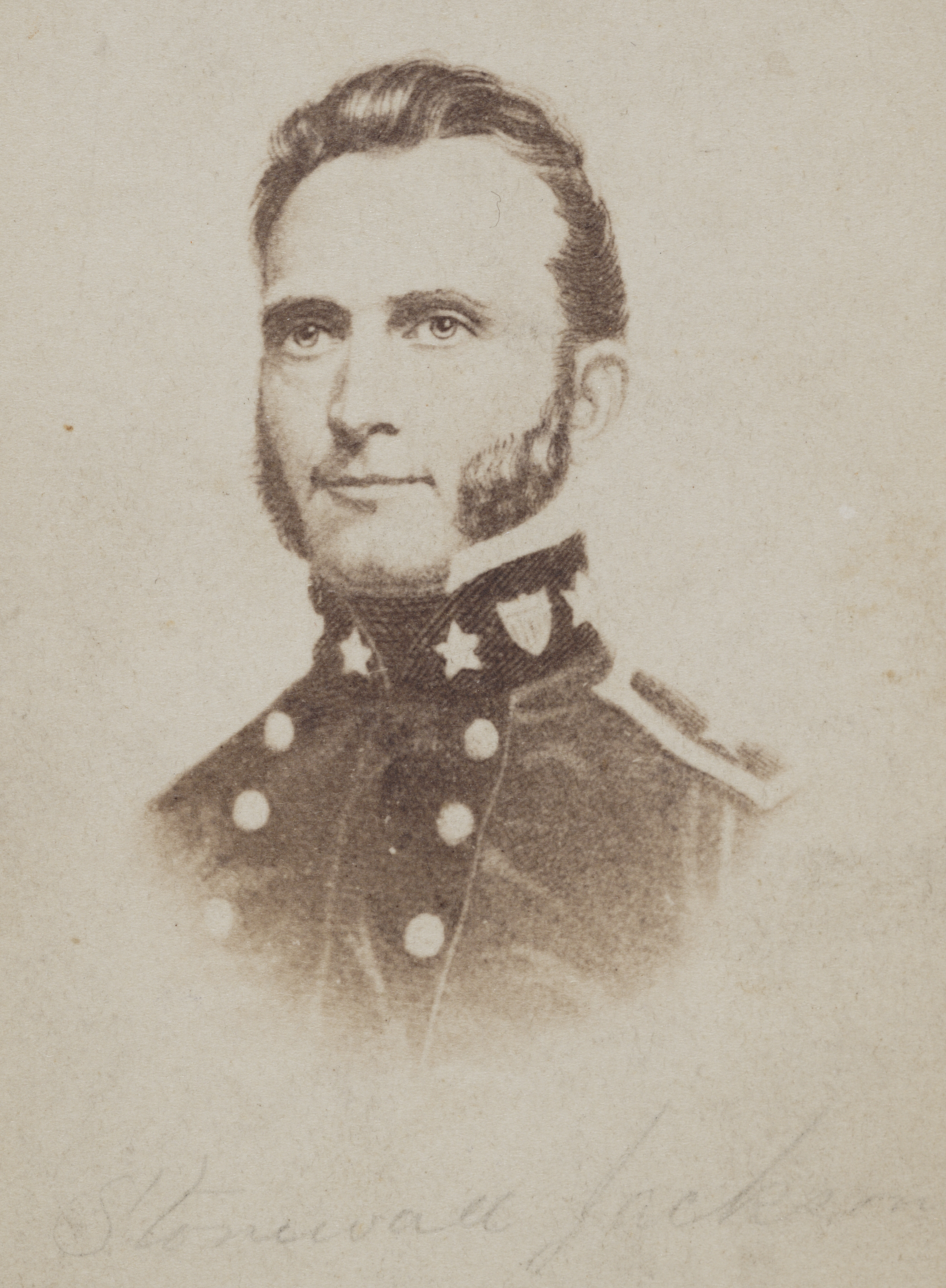
De jonge Thomas Jackson

Hij was weinig gekend onder de blanke inwoners van Lexington. Jackson werd wel op handen gedragen door de Afro-Amerikaanse bevolking (zowel de slaven als de vrijen). In 1855 richtte hij een zondagsschool op voor de zwarte bevolking in de presbyteriaanse kerk. Zijn tweede vrouw, Mary Anna Jackson, gaf samen met haar man les.
In 1853 trouwde Jackson met Elinor "Ellie" Junkin. Haar vader, George Junkin, was voorzitter van het Washington College (het latere Washington and Lee University) in Lexington. Er werd een aanbouw gebouwd bij de residentie van haar vader voor het nieuwe gezin. Toen Robert E. Lee later voorzitter werd van de universiteit woonde hij in hetzelfde huis, vandaar de naam Lee-Jackson House. Ellie beviel van een doodgeboren zoon op 22 oktober 1854 en overleed een uur later ten gevolge van zware bloedingen.
Na een rondreis in Europa hertrouwde Jackson in 1857. Mary Anna Morrison was afkomstig van North Carolina. Haar vader was de eerste voorzitter van het Davidson College. Op 30 april 1858 werd hun dochtertje geboren die de naam Mary Graham kreeg. Het kindje zou slechts een maand leven. In 1862 werd hun tweede dochtertje geboren kort voor Jacksons dood. Ze kreeg de naam Julia Laura Jackson.
Jackson kocht het enige huis dat hij ooit zou bezitten in Lexington. Het huis in East Washington Street 8 werd gebouwd in 1801 en door Jackson in 1859 gekocht. In november 1859 stuurde Jackson op verzoek van de gouverneur van Virginia, majoor Willia Gilham, een contingent van de VMI Cadetten korps naar Charles Town om de executie van de militante abolitionist John Brown bij te wonen. Majoor Jackson kreeg het bevel over de artillerie bestaande uit twee houwitsers en 21 cadetten.

## De Amerikaanse Burgeroorlog

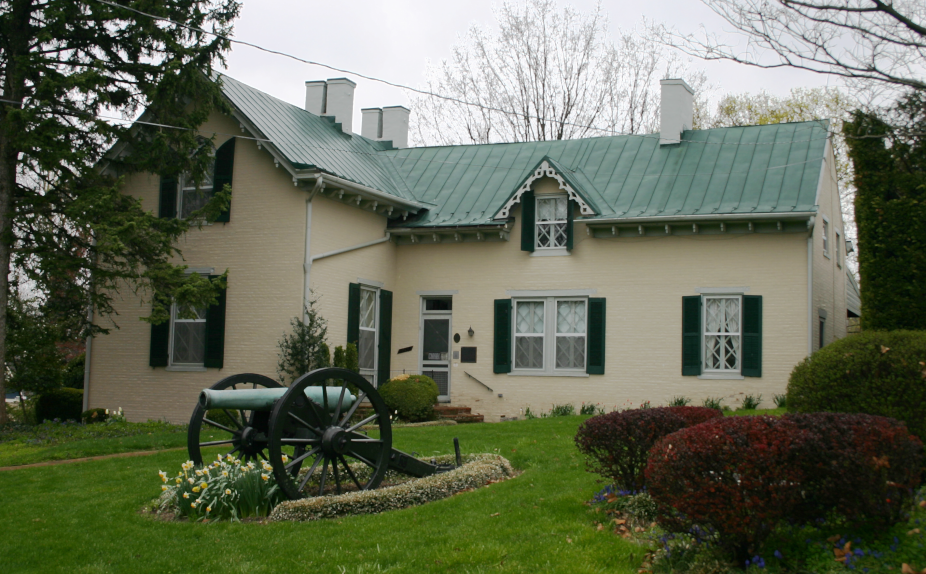
Het huis van kolonel Lewis T. Moore, dat dienstdeed als het hoofdkwartier van luitenant-generaal T. J. "Stonewall" Jackson.

Toen de Amerikaanse Burgeroorlog uitbrak in 1861 werd Jackson instructeur voor de nieuwe eenheden van het het Zuidelijke leger. Op 27 april 1861 kreeg Jackson het bevel van gouverneur John Letcher om naar Harpers Ferry te gaan. Daar rekruteerde hij wat later de Stonewall Brigade zou worden bestaande uit de 2nd, 4th, 5th, 27th en 33rd Virginia Infantry. Al deze eenheden bestonden uit mannen uit de Shenandoahvallei waar Jackson zijn hoofdkwartier vestigde. Jackson werd berucht voor zijn zware trainingen waarbij hij stelde dat discipline van levensbelang was op het slagveld. Na de raid op de Baltimore & Ohio spoorweg op 24 mei 1861 werd hij gepromoveerd tot brigadegeneraal op 17 juni.

### DeEerste Slag bij Bull Run

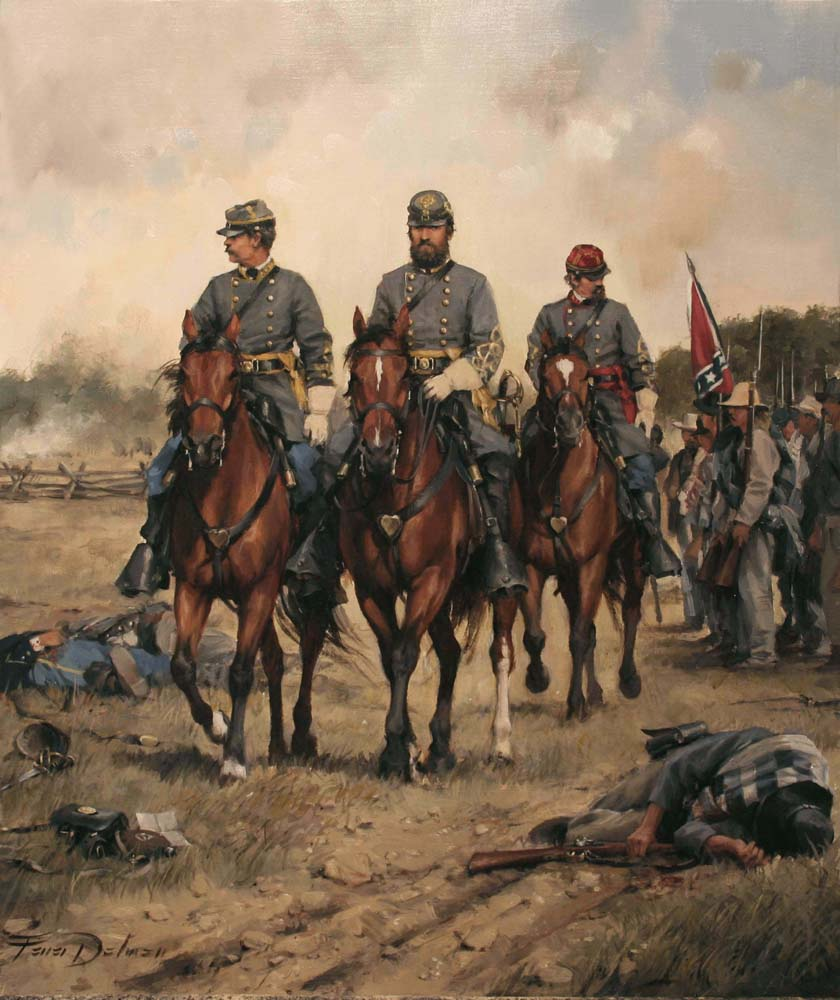
Generaal Jackson afgebeeld door Augusto Ferrer-Dalmau

Jackson werd beroemd na de Eerste Slag bij Bull Run waar hij ook zijn meest bekende bijnaam kreeg Stonewall Jackson. Toen de Zuidelijke slaglinie het breekpunt bereikte tijdens de zware Noordelijke aanvallen versterkte zijn brigade de Zuidelijken op Henry House Hill. Brigadegeneraal Barnard Elliot Bee, Jr. kon zijn eigen eenheden opnieuw formeren door te wijzen naar Jackson waarbij hij riep:"Daar staat Jackson zoals een muur van steen. Laat ons hier standhouden en overwinnen. Stel jullie op achter de mannen van Virginia!" Dankzij de ijzeren discipline van zijn soldaten slaagden ze erin om de Noordelijke opmars te stoppen. Zijn brigade kreeg de naam Stonewall Brigade. Tijdens de slag raakte hij gewond aan zijn middelvinger door een kogel of een stuk schrapnel. Hij weigerde medische zorgen tot na de slag. Hij werd gepromoveerd tot generaal-majoor op 7 oktober 1861 Jackson kreeg het commando over het Valley District met zijn hoofdkwartier in Winchester, Virginia.

### Jacksons veldtocht in de Shenandoahvallei

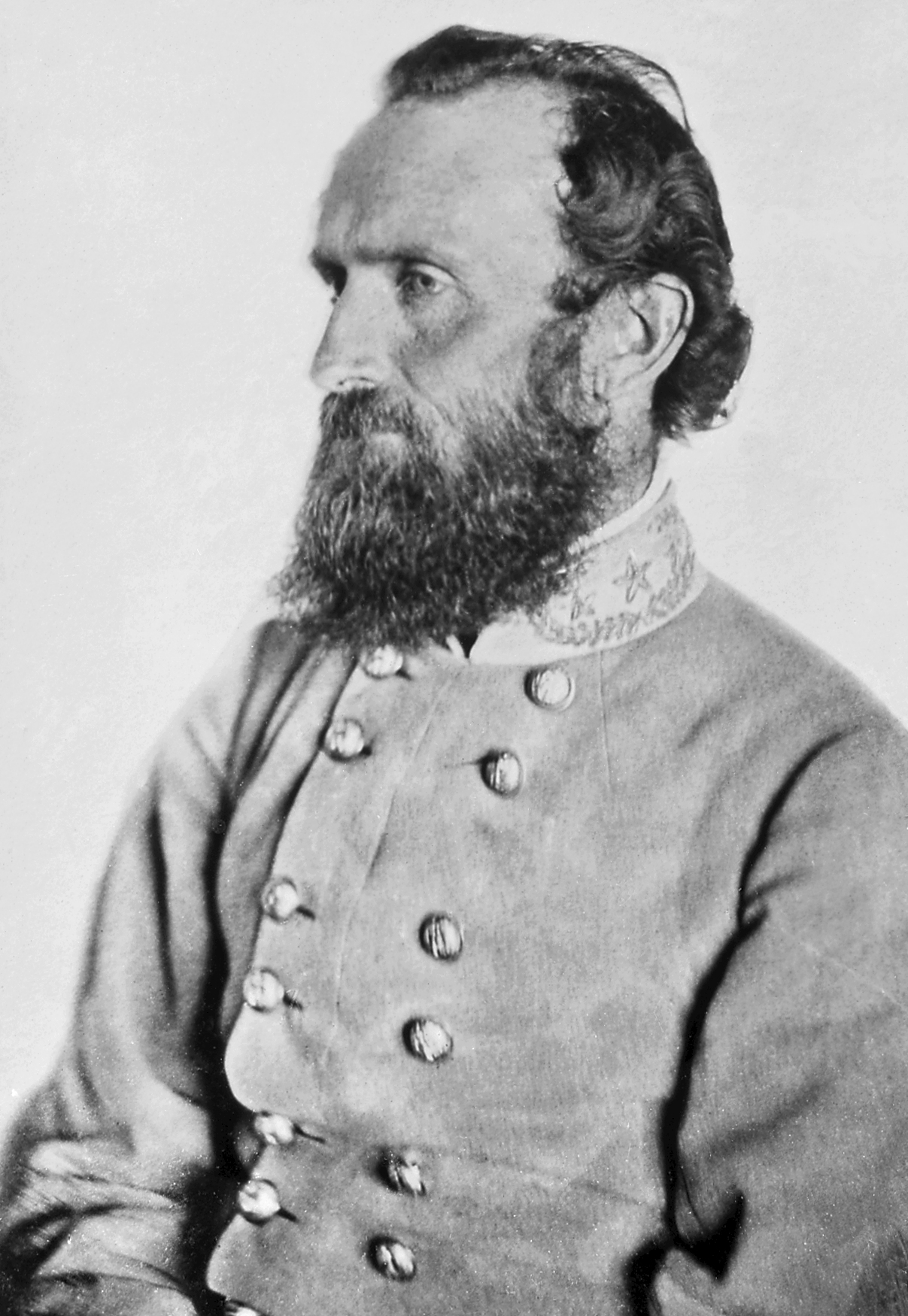
Generaal Jacksons "Chancellorsville" portret, genomen op 26 april 1863, zeven dagen voor hij gewond raakte in de Slag bij Chancellorsville

In de lente van 1862 rukte het Noordelijke Army of the Potomac onder leiding van generaal-majoor George B. McClellan op naar Richmond vanuit zuidoostelijk richting tijdens de Schiereilandveldtocht. Het korps van generaal-majoor Irvin McDowell rukte op naar de Zuidelijke hoofdstad vanuit noordelijke richting en het leger van generaal-majoor Nathaniel P. Banks bedreigde de Shenandoahvallei. Jackson kreeg het bevel om eerst Banks te verslaan om daarna de opmars van McDowell te stoppen.
De veldtocht begon slecht door een tactische nederlaag bij Kernstown op 23 mei 1862 toen Jackson door verkeerde inlichtingen dacht tegenover een kleine vijandelijke strijdmacht te staan. Het werd echter een strategische overwinning toen door de krachtige en snelle aanvallen van Jackson, president Abraham Lincoln dacht dat Jackson een veel sterkere strijdmacht had. Lincoln behield Banks strijdmacht in de vallei en liet het 30.000 man sterke korps van McDowell stellingen rond Fredericksburg, Virginia innemen. Hierdoor kon McClellan op veel minder manschappen rekenen. Later zou blijken dat het de enige nederlaag was voor Jackson tijdens deze veldtocht.
Hij kreeg versterking in de vorm van een grote divisie onder leiding van generaal-majoor Richard S. Ewell en de kleine divisie van generaal-majoor Edward "Allegheny" Johnson. Zijn leger telde nu ongeveer 17.000 soldaten. Zijn strijdmacht bleef sterk in de minderheid maar kon stelselmatig overwinningen boeken door kleine delen van het vijandelijke leger te verslaan. Bij McDowell versloeg hij zowel Robert H. Milroy als Robert C. Schenck. Bij Front Royal en Winchester werd Banks verslagen waardoor Banks uit de vallei verjaagd werd. Lincoln maakte de vernietiging van Jacksons strijdmacht tot de hoogste prioriteit. Hij gaf het bevel aan Irvin McDowell om met 20.000 soldaten naar Front Royal op te rukken en liet generaal-majoor John C. Frémont naar Harrisonburg, Virginia op rukken. Indien ze hun legers bij Strasburg konden samenvoegen was de ontsnappingsroute van Jackson door de vallei afgesneden. Na een reeks van manoeuvres en tegenmanoeuvres versloeg Jackson Frémont bij Cross Keys en brigadegeneraal James Shields bij Port Republic op 8 en 9 juni. De Noordelijken trokken zich opnieuw terug uit de vallei.
Het was een klassieke militaire veldtocht van verrassing en snelle manoeuvres. Jacksons manschappen legden 1.040 km af in 48 dagen tijd. Ze wonnen vijf veldslagen met een strijdmacht van ongeveer 17.000 tegen een gecombineerde strijdmacht van 60.000. Zijn soldaten kregen de bijnaam “voet cavalerie”.

### Het schiereiland
McClellans Schiereilandveldtocht richting Richmond strandde in de Slag bij Seven Pines tussen 31 mei en 1 juni. Na het einde van de veldtocht in de Shenandoahvallei diende Jackson zich aan te sluiten bij Robert E. Lees Army of Northern Virginia. Zijn troepen gebruikten de spoorwegtunnel onder de Blue Ridge Mountains om via Hanover County en de Virginia Central Railroad ter bestemming te geraken. Ze voerden een verrassingsaanval uit op McClellans eenheden tijdens de Slag bij Beaver Dam Creek. De laatste rapporten plaatsten Jacksons leger nog in de vallei. Zijn verschijnen bleek de cruciale factor te zijn in de beslissing van McClellan om zijn basis te verplaatsen naar Harrison’s Landing waarbij het Noordelijke leger zich terugtrok uit de strijd.
Jacksons eenheden vochten met onderscheiding onder de algemene leiding van Lee tijdens de Zevendagenslag. Jackson zelf had een mindere periode.
 Hij arriveerde te laat bij Mechanicsville en liet zijn troepen hun tenten opslaan op gehoorafstand van de gevechten. Hij was te laat en niet volledig op de hoogte tijdens de Slag bij Gaines' Mill. Hij was opnieuw te laat in Savage's Station en bij White Oak Swamp verloor hij uren met het bouwen van een brug in plaats van te zoeken naar een doorwaadbare plaats. Hierdoor werd zijn rol beperkt tot een onbeduidend artillerieduel. Bij Malvern Hill viel Jackson sterke defensieve vijandelijke stellingen aan waardoor hij zware verliezen leed.
De oorzaken van Jacksons fouten vormen nog altijd een bron van discussie, maar de vermoeidheid na de lange marsen en treinreizen zullen een grote rol gespeeld hebben. Zowel Jackson als zijn soldaten waren uiteindelijk de uitputting nabij.

### Tweede Bull Run tot Fredericksburg

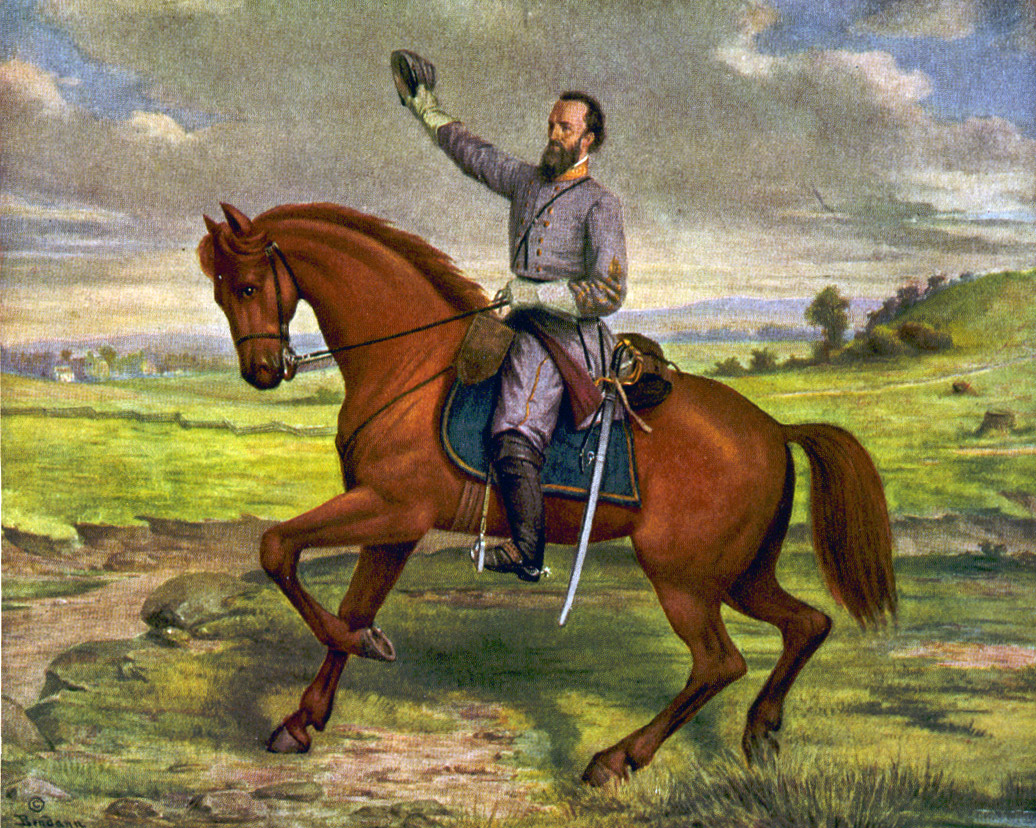
Jackson en zijn paard Little Sorrel, geschilderd door David Bendann.

De militaire reputaties van Lees korpsbevelhebbers werden veelal gekarakteriseerd als Jackson die de offensieve component voor zijn rekening nam, terwijl James Longstreet de voorzichtige tacticus was. Met andere woorden was Jackson de hamer en Longstreet het aambeeld. Tijdens de Veldtocht in noordelijk Virginia in augustus 1862 gaat de stelling niet volledig op. Longstreet is de bevelhebber van Lees rechtervleugel terwijl Jackson de linkervleugel aanvoert. Jackson begon de veldtocht na het bevel van Lee met een flankeerbeweging die zijn korps in de achterhoede bracht van John Popes Army of Virginia. Bij Manasass Junction slaagde Jackson erin om alle Noordelijke voorraden in de omliggende depots te veroveren en te vernietigen. Jackson trok zich daarna terug om even verderop een sterke defensieve stelling in te nemen waarbij hij Pope als het ware uitnodigde om hem aan te vallen. Op 28 augustus en 29 augustus 1862 begon de Tweede Slag bij Bull Run met herhaalde aanvallen van Pope op Jacksons stellingen. Ondertussen arriveerden Longstreet en Lee met de rest van het Zuidelijke leger.
Op 30 augustus dacht Pope dat Jackson zich terugtrok. Longstreet viel de Noordelijken aan in de linkerflank met 25.000 soldaten. Na een zware strijd dienden de Noordelijken zich terug te trekken.
Toen Lee de beslissing nam om het Noorden binnen te vallen tijdens de Marylandveldtocht, nam Jackson Harpers Ferry in. Daarna haastte hij zich om aansluiting te vinden bij de rest van Lees leger bij Sharpsburg, Maryland. Daar volgde een nieuwe confrontatie tussen Lee en McClellan in de Slag bij Antietam. Antietam was voornamelijk een defensieve veldslag tegenover een numeriek sterkere vijand. McClellan kon zijn overwicht niet in een overwinning vertalen. Jacksons soldaten hadden het initieel het hardst te verduren aan het noordelijke uiteinde van het slagveld. Op het einde van de dag was het Jacksons generaal, generaal-majoor A.P. Hill die in het zuidelijke gedeelte van het slagveld een Noordelijke doorbraak kon keren door net op het goede moment te arriveren. De Zuidelijke linies doorstonden de dag, maar met zware verliezen tot gevolg. Lee trok noodgedwongen zijn Army of Northern Virginia terug over de Potomac. Jackson werd bevorderd tot luitenant-generaal. Op 10 oktober werd zijn vleugel herdoopt tot het Second Corps.
Voor ze naar hun winterkwartieren trokken, kon Jacksons Second Corps een sterke Noordelijke aanval afslaan gericht op de Zuidelijke rechterflank tijdens de Slag bij Fredericksburg. Net voor de slag ontving hij een brief waarin de heugelijke mededeling stond dat hij vader was geworden van een dochtertje, Julia Laura Jackson, die op 23 november was geboren.

### Chancellorsville
Tijdens de Slag bij Chancellorsville stond het Army of Northern Virginia opnieuw tegenover het Army of the Potomac dat nu aangevoerd werd door generaal-majoor Joseph Hooker. Lee besloot tot een riskante tactische zet door het initiatief van Hooker weg te snoepen door zijn eigen leger op te delen. Jackson en zijn korps dienden een flankeerbeweging uit te voeren langs de rechterflank van de Noordelijke linies. Terwijl zijn infanterie in een wijde boog via het zuiden en westen van de Noordelijke linies marcheerde, gebruikte Jackson generaal-majoor Fitzhugh Lees cavalerie om zijn eigen opmars te dekken en tevens om de exacte locatie te bepalen van de vijandelijke stellingen. De inlichtingen waren veel gedetailleerder dan Jackson ooit had durven hopen. Fitzhugh Lee had de volledige rechtervleugel in een open veld aangetroffen. Hun bescherming was een batterij van twee kanonnen. De bagagetrein lag hier net achter. De Noordelijken hadden geen idee van de ontdekking en speelden zorgeloos kaart.
Jackson liet zijn volledig korps opstellen in slaglinie om de aanval op de onwetende Noordelijken uit te voeren. De Zuidelijken rukten in stilte op tot ze op enkele honderden meters van de vijand waren. Na een oorlogskreet vielen ze voluit aan. Vele Noordelijke soldaten werden gevangengenomen zonder één schot te hebben gelost. De rest zette het op een lopen. De achtervolging duurde tot het invallen van de duisternis.

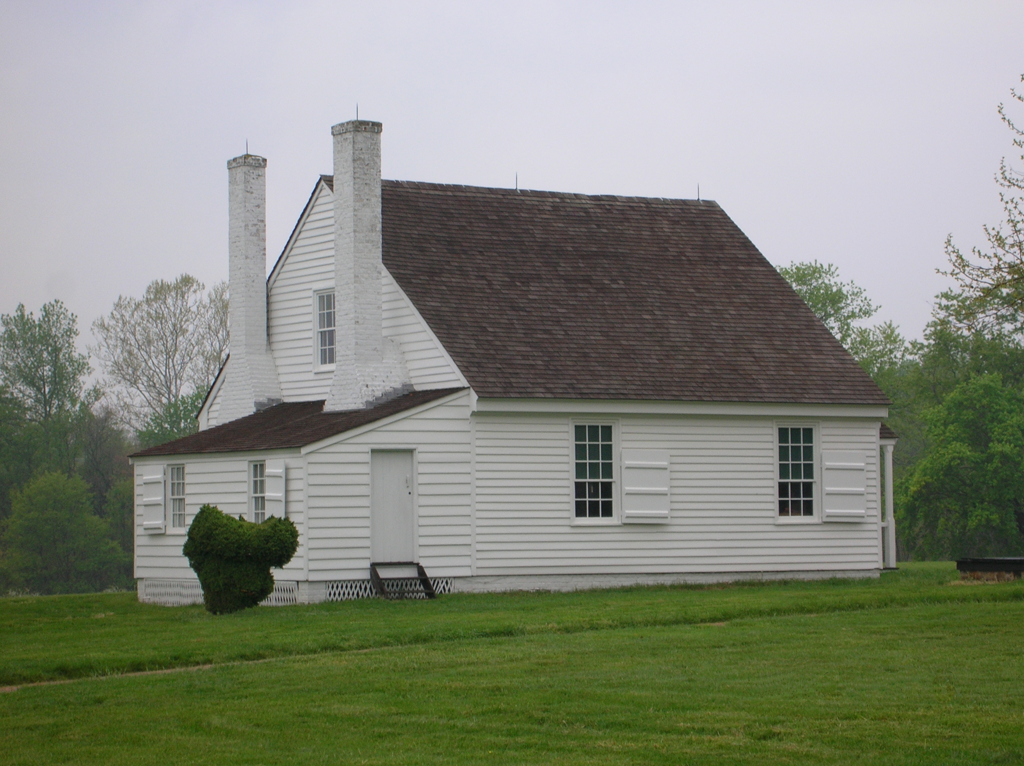
Het gebouw in Guinee Station, Virginia, waar Jackson overleed.

Terwijl Jackson en zijn staf na het invallen van de duisternis terugkeerden naar het kampement werden ze aangezien voor Noordelijke cavalerie. De wachtposten openden het vuur en Jackson werd drie maal geraakt, tweemaal in de linkerarm en eenmaal in de rechterhand. Verschillende leden van zijn staf werden gedood. Door de duisternis en de verwarring kon Jackson niet onmiddellijk verzorgd worden. Jackons linkerarm werd geamputeerd door dokter Hunter McGuire. Jackson werd naar de Fairfieldplantage van Thomas C. Chandler gebracht. Boven op zijn verwondingen kreeg hij een longontsteking die in eerste instantie niet als zodanig gediagnosticeerd was.

## Zijn dood
Jackson overleed aan de gevolgen van een longontsteking op 10 mei 1863. Zijn stoffelijk overschot werd naar het Governor’s Mansion in Richmond overgebracht en opgebaard zodat de bevolking hun laatste groet kon komen brengen. Hij werd bijgezet in het Stonewall Jackson Memorial Cemetery in Lexington, Virginia. Zijn geamputeerde arm werd bijgezet in Chatham Manor in Orange County, Virginia nabij het veldhospitaal.
Toen Robert E. Lee op de hoogte gebracht werd van Jacksons overlijden, had hij een vriend en een goede bevelhebber verloren. Hij zei: ”Jackson heeft zijn linkerarm verloren, maar ik mijn rechter.”

## Militaire loopbaan
- Cadet United States Military Academy: 1 juli 1842 - 1 juli 1846[26]
- Brevet Second Lieutenant (USA): 1 juli 1846[26]
- Second Lieutenant (USA): 20 augustus 1847[26]
- Brevet Captain (USA): 20 augustus 1847[26]
- Brevet Major (USA): 13 september 1847[26]
- Ontslag genomen USA: 29 februari 1852[26]
- Brigadier General (CSA): 17 juni 1861[27]
- Major General (CSA): 7 oktober 1861[27]
- Lieutenant General (CSA): 10 oktober 1862[27]